# 改良住宅
改良住宅（かいりょうじゅうたく）とは、北海道防寒住宅建設等促進法、公共建築物耐震対策推進計画、不良住宅地区改良法（1927年（昭和2年）-1960年（昭和35年））およびそれを引き継いだ住宅地区改良法（1960年（昭和35年）以降）により建設された賃貸住宅。公的賃貸住宅の一種である。目的は防寒、耐震、スラムクリアランス、あるいは同和対策事業などがある。
国土交通省指定の対象地区内に存在する住宅を地方自治体が買い取り、新たな改良住宅に建て替えたのち元の住人に低額にて貸与する。原則として、改良前の建物の居住者は改良住宅に住む権利を有する。

## 概要
通常の公営住宅は、公営住宅法に基づいて国などの補助を受けて建設した低廉な家賃の賃貸住宅のことである。
改良住宅は特に、細い路地にバラックなどの老朽住宅が密集しているなどして大地震の際に多くの被害が予想される、火災の危険があったりその際の消防車の進入が困難となる、生活インフラが未整備であるなどの理由で、国土交通大臣が改良地区として指定した地区において、住宅地区改良事業として老朽住宅を取り除いて当該地区を整備改善する際に、住宅を失うこととなる従前の居住者のために建設された住宅のことである。ただし、住宅地区改良事業により住宅を失った者が住まなくなった部屋について、地方自治体が改良住宅の空室を公営住宅法に基づく公営住宅とみなして、一般の低所得者を住まわせることもできる。
かつて炭鉱労働者向けに建築された炭鉱住宅が炭鉱閉山に際して地方自治体に買い上げられ、改良住宅として建て替えられる事例もある。
改良住宅が老朽化するなどしてさらに住宅の更新が必要になった場合に、改良住宅等建替事業として改良住宅の代替住宅として建築された更新住宅もある。
その他、地域の実情に即した改良住宅群も存在する（下記参照）。

## 各事業別概説

### 防寒対策事業
北海道に固有のもの。
小樽市など漁業で栄えた街では、もともとバラックの店舗が集まった市場があった場所に集合住宅兼商店として建てられている例が多く「○○市場」と称する例が多い。地上階に個人経営の商店がテナントとして複数入居し、2階以上が集合住宅となっており、商店の経営者の家族らが居住するようになっている。ただし南小樽市場のように、一個人や市場の組合員の自助努力によって建てられたものの、住宅部分を自治体が買い取り改良住宅と呼称する例もある。

### 耐震対策事業
- 建築物等震災対策事業
- 住宅市街地総合整備事業 - 住宅地区改良事業

### 被災地対策事業
阪神・淡路大震災の被災地区に固有のもの。

### 同和対策事業
同和地区の環境整備を目的として、1969年に成立した同和対策事業特別措置法により隣保館などとあわせて建築された改良住宅。同和対策事業を参照。